# Marguerite Sechehaye
Marguerite Sechehaye (Ginevra, 27 settembre 1887 – Ginevra, 1º giugno 1964) è stata una psicologa svizzera e psicoanalista della Società svizzera di psicoanalisi.
È stata una pioniera del trattamento psicoanalitico della schizofrenia. Descrisse il suo lavoro in un libro, diventato poi il noto "Diario di una schizofrenica", del 1950. Ebbe molta influenza sulla psichiatria svizzera: in particolare, è da ricordare una sua tecnica psicoterapica innovativa, detta realizzazione simbolica.

## Opere
- Diario di una schizofrenica, Presses universitaires de France, 1950 (tr. it., Giunti Editore, Firenze, 2006. ISBN 978-88-09-04695-5), 11ª ed., ISBN 2-13-053795-2